# 阿巴卡利基

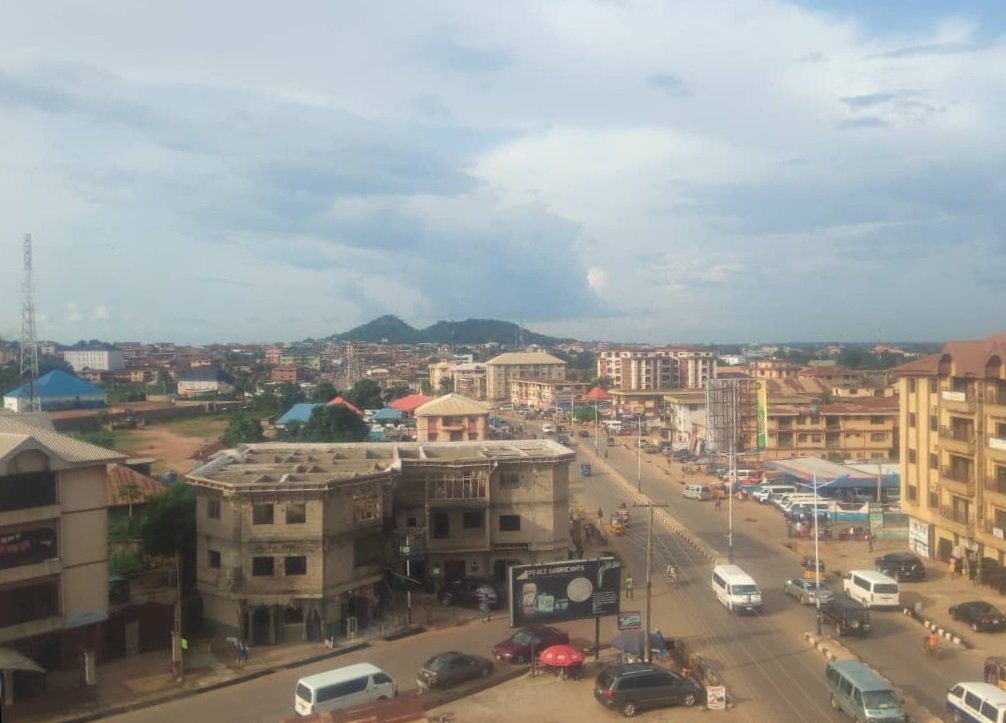
阿巴卡利基街头

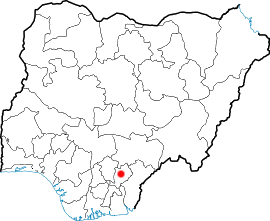
阿巴卡利基於奈及利亞的位置

阿巴卡利基（英語：Abakaliki）是位于尼日利亚南部的一座城市，也是埃邦伊州的首府，其居民以伊博人为主。

## 气候
阿巴卡利基的干季炎热，有时多云。而湿季温暖、闷热。全年温度在十五摄氏度与三十摄氏度之间波动

## 历史

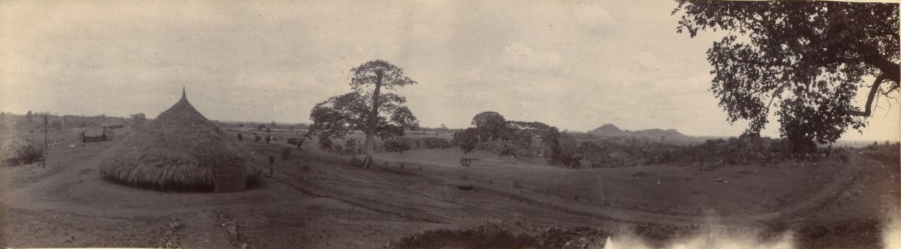
大约1910年的阿巴卡利基

17世纪，阿巴卡利基是奴隶交易的重要中心18世纪阿罗人入侵时，这里仍然存在着奴隶贸易。1954到1958年间邪教Odozi Obodo协会曾在阿巴卡利基活动

## 人口与经济
2022年阿巴卡利基有223,000人，整个区域大约有六十余万人。阿巴卡利基一直是农业贸易的中心，在此处贸易的农产品包括木薯, 山药, 米, 棕榈油和棕榈核，还有家禽和蛋类等产品。此外，它也有铅、锌、盐和石灰石的采矿业